# Романівка (Стрийський район)
Рома́нівка —  село в Україні, в Стрийському районі Львівської області. Населення становить 46 осіб. Орган місцевого самоврядування — Журавненська селищна громада.